# Проступок

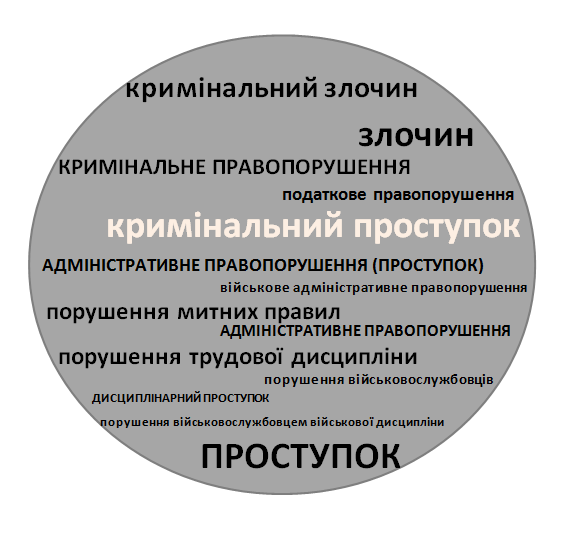
Правопорушення. Суспільно-небезпечні діяння за законодавством України

Просту́пок — протиправна, винна (умисна або необережна) дія чи бездіяльність, яка посягає на громадський порядок, власність, права і свободи громадян, на встановлений порядок управління і за яку законом передбачено відповідальність за проступки.
Відповідальність за проступок, настає, якщо ці порушення за своїм характером не тягнуть за собою відповідно до закону кримінальної відповідальності.
Склад проступку визначається у відповідних (базових) Кодексах або Законах України.
Проступок визнається вчиненим умисно, коли особа, яка його вчинила, усвідомлювала протиправний характер своєї дії чи бездіяльності, передбачала її шкідливі наслідки і бажала їх або свідомо допускала настання цих наслідків.
Проступок визнається вчиненим з необережності, коли особа, яка його вчинила, передбачала можливість настання шкідливих наслідків своєї дії чи бездіяльності, але легковажно розраховувала на їх відвернення або не передбачала можливості настання таких наслідків, хоч повинна була і могла їх передбачити.

## Проступок в Україні
Визначення проступку наведено в ст. 9 Кодексу України про адміністративні правопорушення. Адміністративним правопорушенням (проступком) визнається протиправна, винна (умисна або необережна) дія чи бездіяльність, яка посягає на громадський порядок, власність, права і свободи громадян, на встановлений порядок управління і за яку законом передбачено адміністративну відповідальність.
Відповідальності за проступок підлягають особи, які досягли на момент вчинення проступку шістнадцятирічного віку.
До осіб віком від шістнадцяти до вісімнадцяти років, які вчинили проступки, застосовуються передбачені заходи впливу — стягнення.
У разі вчинення особами віком від шістнадцяти до вісімнадцяти років проступків, вони підлягають відповідальності за проступок на загальних підставах. З урахуванням характеру вчиненого проступку та особи, яка вчинила проступок, до зазначених осіб, можуть бути застосовані заходи впливу.
Військовослужбовці і призвані на збори військовозобов'язані, а також особи рядового і начальницького складів Державної кримінально-виконавчої служби України, органів внутрішніх справ і Державної служби спеціального зв'язку та захисту інформації України несуть відповідальність за проступки за дисциплінарними статутами. За порушення правил, норм і стандартів, що стосуються забезпечення безпеки дорожнього руху, санітарно-гігієнічних і санітарно-протиепідемічних правил і норм, правил полювання, рибальства та охорони рибних запасів, митних правил, вчинення корупційних діянь та інших правопорушень, пов'язаних з корупцією, порушення тиші в громадських місцях, неправомірне використання державного майна, незаконне придбання або зберігання спеціальних технічних засобів для зняття інформації з каналів зв'язку, інших засобів негласного отримання інформації, невжиття заходів щодо окремої ухвали суду чи окремої постанови судді, щодо подання органу дізнання, слідчого або протесту, припису чи подання прокурора, ухилення від виконання законних вимог прокурора, порушення законодавства про державну таємницю, порушення порядку обліку, зберігання і використання документів та інших носіїв інформації, які містять конфіденційну інформацію, що є власністю держави, ці особи несуть відповідальність за публічні проступки на загальних підставах. До зазначених осіб не може бути застосовано громадські роботи, виправні роботи й арешт за вчинення проступку.
При порушенні правил дорожнього руху водіями транспортних засобів Збройних Сил України або інших утворених відповідно до законів України військових формувань та Державної спеціальної служби транспорту — військовослужбовцями строкової служби штраф як стягнення за вчинення проступку до них не застосовується. У випадках, зазначених у цій статті, органи (посадові особи), яким надано право накладати стягнення, передають матеріали про правопорушення відповідним органам для розв'язання питання про притягнення винних до дисциплінарної відповідальності.
Особи, на яких поширюється дія дисциплінарних статутів або спеціальних положень про дисципліну, у випадках, прямо передбачених ними, несуть за вчинення проступків дисциплінарну відповідальність, а в інших випадках — відповідальність за проступки на загальних підставах.
Іноземці й особи без громадянства, які перебувають на території України, підлягають відповідальності на загальних підставах з громадянами України. Питання про відповідальність за проступки, вчинені на території України іноземцями, які згідно з чинними законами та міжнародними договорами України користуються імунітетом від адміністративної юрисдикції України, вирішуються дипломатичним шляхом.
Особа, яка діяла в стані крайньої необхідності, необхідної оборони або яка була в стані неосудності, не підлягає відповідальності за проступок.
Не є проступком дія, яка хоч і передбачена законами, що встановлюють відповідальність за проступки, але вчинена в стані крайньої потреби, тобто для усунення небезпеки, яка загрожує державному або громадському порядку, власності, правам і свободам громадян, установленому порядку управління, якщо ця небезпека за даних обставин не могла бути усунута іншими засобами і якщо заподіяна шкода є менш значною, ніж відвернена шкода.
Не є проступком дія, яка хоч і передбачена законами, що встановлюють відповідальність за проступки, але вчинена в стані необхідної оборони, тобто при захисті державного або громадського порядку, власності, прав і свобод громадян, установленого порядку управління від протиправного посягання шляхом заподіяння посягаючому шкоди, якщо при цьому не було допущено перевищення меж необхідної оборони.
Перевищенням меж необхідної оборони визнається явна невідповідність захисту характерові та суспільній шкідливості посягання.
Не підлягає відповідальності за проступок особа, яка під час вчинення протиправної дії чи бездіяльності була в стані неосудності, тобто не могла усвідомлювати свої дії або керувати ними внаслідок хронічної душевної хвороби, тимчасового розладу душевної діяльності, недоумкуватість чи іншого хворобливого стану.
При малозначності вчиненого проступку орган (посадова особа), уповноважений вирішувати справу, може звільнити порушника від відповідальності за проступок й обмежитись усним зауваженням.

### Види проступків
Відповідальність за вчинення проступків передбачають нормативні акти, які регулюють відносини у відповідних сферах суспільно-економічного життя:
а) адміністративний проступок — незначне протиправне винне діяння, яке посягає на державний або громадський порядок, власність, права і свободи громадян, встановлений порядок управління;
б) дисциплінарний проступок — незначне правопорушення у сфері трудових правовідносин;
в) кримінальний проступок — найлегша категорія кримінальних правопорушень.